# Wenn der letzte Schatten fällt
Wenn der letzte Schatten fällt (alem. "Cuando cae la última sombra") es el tercer álbum de estudio de la banda de Darkwave austríaca L'Âme Immortelle.

## Track listing
1. "Wenn Der Letzte Schatten Fällt" - cuando la última sombra cayó
2. "Gefallen" - caer
3. "Changes" - cambios
4. "Another Day" - otro día
5. "Ich Gab Dir Alles" - Te di todo
6. "Tears In The Rain" - Lágrimas en la lluvia
7. "Stern" - Estrella
8. "Close Your Eyes" - Cierra los ojos
9. "At the End" - En el final
10. "In the Heart of Europe" (zK remix) - En el corazón de Europa

- Datos: Q7982904